# Benedetto Giustiniani

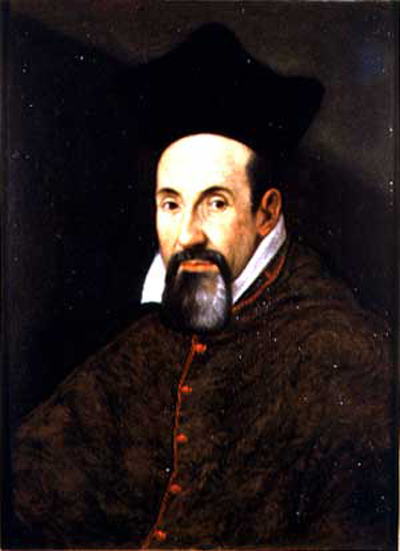
Kardinal Benedetto Giustiniani (Portrait von Bernardo Castello, Ende 16. Jahrhundert)

Benedetto Giustiniani (* 5. Juni 1554 in Chios; † 27. März 1621 in Rom) war ein italienischer Kardinal der Römischen Kirche.

## Leben
Benedetto Giustiniani stammte aus einem genuesischen Patriziergeschlecht und wurde auf der Ägäis-Insel Chios geboren, die zu dieser Zeit unter genuesischer Herrschaft stand. Er war der Sohn von Giuseppe Giustiniani († 9. Januar 1600) und dessen Ehefrau Girolama Giustiniani, seine Mutter war eine Schwester des Kardinals Vincenzo Giustiniani OP. Die Familie verließ im Januar 1569 Chios, das 1566 von den Osmanen erobert worden war, und kehrte nach Italien zurück. Über Venedig und Genua gelangten sie schließlich nach Rom. Benedetto Giustiniani studierte Rechtswissenschaften an den Universitäten von Perugia, Padua und Genua, wo er 1577 zum Dr. iur. promoviert wurde. Papst Gregor XIII. gewährte ihm dieselben Benefizien, die bereits sein verstorbener Onkel innegehabt hatte. Im Jahre 1581 wurde Giustiniani Referendar an den Tribunalen der Apostolischen Signatur und 1582 Abbreviator. Am 2. Mai 1585 wurde er Kleriker der Apostolischen Kammer, ab Mai 1585 war er Generalschatzmeister.

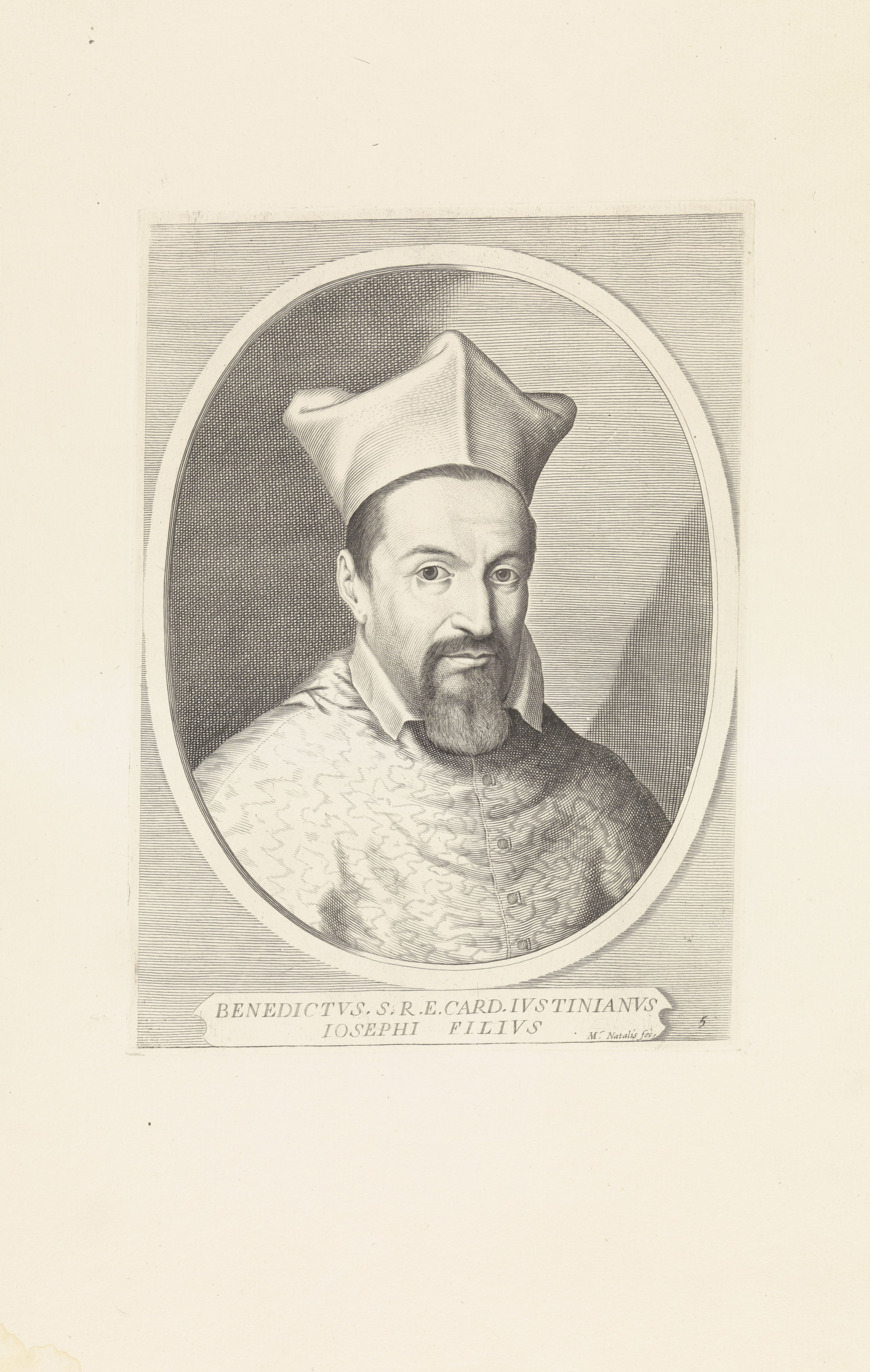
Benedetto Kardinal Giustiniani (Porträt-Druck, 17. Jhd.)

Papst Sixtus V. kreierte Benedetto Giustiniani im Konsistorium vom 16. November 1586 zum Kardinal. Den Kardinalshut und die Titeldiakonie San Giorgio in Velabro erhielt er am 14. Januar 1587. Zum 11. September 1587 wechselte er zur Titeldiakonie Sant’Agata in Suburra und am 20. März 1589 zu der von Santa Maria in Cosmedin. Während der Abwesenheit von Kardinal Enrico Caetani als Legat in Frankreich (1589–1590) war Benedetto Giustiniani amtierender Camerlengo der Römischen Kirche. Sixtus V. ernannte ihn 1588, zusammen mit den Kardinälen Giulio Antonio Santori, Scipione Lancellotti und Giovanni Battista Castagna, zum Mitglied einer Kommission für die Anerkennung der Ordensregel der Minderen Regularkleriker. Als Kardinal nahm Benedetto Giustiniani im September 1590 am ersten Konklave des Jahres teil, bei dem Urban VII. zum Papst gewählt wurde. Auch am zweiten Konklave von Oktober bis Dezember nahm er teil und war unter den Kardinälen, die Papst Gregor XIV. wählten. Er wurde Präfekt der Apostolischen Signatur und unterstützte die Absolution von König Heinrich IV. von Frankreich. Zum Dank hierfür ernannte der König ihn zum Vize-Protektor Frankreichs beim Heiligen Stuhl.
Wegen der häufigen Sedisvakanzen in der Zeit zwischen 1590 und 1592 und der damit einhergehenden Hungersnöte verschärfte sich das Problem des Banditentums. Seit dem Herbst 1590 mehrten sich die Versuche von Banditen, über die Grenze zum Königreich Neapel in die Marken sowie in die römische Campagna vorzudringen, und während des Sommers verstärkten sie ihre Bemühungen noch weiter. Im August 1590 schrieb der Kastellan von Civitella del Tronto, einer Festung an der Grenze zum Königreich Neapel, einen dringenden Brief an den Kardinal und bat ihn, Maßnahmen gegen die Banditen zu ergreifen, aber auch gegen die örtliche Bevölkerung, die sich mit ihnen zu verbünden schien.
Am 7. Januar 1591 wurde  Giustiniani zum Kardinalpriester erhoben und erhielt die Titelkirche San Marcello. Er wurde am 30. Januar desselben Jahres zum Legaten in den Marken dem Innozenz IX. als Papst hervorging. Ebenso nahm er 1592 am Konklave teil, das Kardinal Aldobrandini als Clemens VIII. auf den Stuhl Petri brachte. Mit letzterem ging Giustiniani 1598 nach Ferrara und wurde dort zum Präfekten der Kongregation für die Bischöfe und Regularen ernannt. Am 17. März 1599 wechselte er zur Titelkirche Santa Prisca. Im März 1605 wr er Teilnehmer des ersten Konklave von 1605, bei dem Leo XI. zum Papst gewählt wurde; im Mai desselben Jahres nahm er auch am zweiten Konklave des Jahres teil, das in der Wahl von Papst Paul V. mündete. Vom 25. September 1606 bis zum August 1611 war er Legat in Bologna. Er wechselte am 17. August 1611 zur Titelkirche San Lorenzo in Lucina und wurde Kardinalprotopriester.
In Bologna ging Giustiniani 1611 gegen den Dominikanerbruder Tommaso Caccini (1574–1648) vor, der eine Verleumdungskampagne gegen Galileo Galilei inszenieren und diesen durch den Büttel zum Widerruf zwingen lassen wollte. Der Vorfall trat im Januar 1615 zutage, als der Mönch, der in den Adventspredigten die Gelegenheit genutzt hatte, die kopernikanische These der Erddrehung zu bestreiten und deren Unvereinbarkeit mit dem Buch Josua herauszustellen, einen Brief Galileis an Benedetto Castello öffentlich machte und Anschuldigungen vorbrachte, die den Weg für den ersten Prozess gegen den Wissenschaftler bereiteten. An dieser Stelle schritt Giustiniani ein, um die Exzesse des ehrgeizigen Dominikaners zu bändigen, und es entfuhr ihm, was sich in Bologna zugetragen hatte und was Caccini wirklich gesagt hatte, was wiederum  wesentlich dazu beitrug, ihn zum Schweigen zu bringen.
Am 4. Juni 1612 wurde Giustiniani zum Kardinalbischof erhoben und erhielt das suburbikarische Bistum Palestrina. Die Bischofsweihe spendete ihm Papst Paul V. am 2. Juli 1612 in der Kirche San Silvestro al Quirinale in Rom; Mitkonsekratoren waren die Kardinäle Giovanni Garzia Millini und Marcello Lante. Am 16. September 1615 wechselte er auf den suburbikarischen Sitz von Sabina und am 31. August 1620 auf den von Porto e Santa Rufina, zugleich wurde er Subdekan des Kardinalskollegiums. Als solcher nahm er am Konklave 1621 teil, aus dem Gregor XV. als Papst hervorging.
Benedetto Giustiniani starb 1621 in Rom und wurde in einer Seitenkapelle der dortigen Kirche Santa Maria sopra Minerva beigesetzt.